# 毛霉菌病
毛霉菌病（英語：Mucormycosis），部分媒體稱之為黑真菌症（black fungus），是毛霉門真菌感染造成的疾病，其中以毛黴屬、根黴屬、犁头霉属與小克銀漢黴屬真菌的感染為大宗。此感染過去稱為接合菌病（Zygomycosis），但接合菌門的分類因爲複系群而已不再使用，且接合菌門除毛霉外還有些蟲黴目（蛙糞霉與耳霉）的真菌也可感染人類，現多以毛霉菌病、耳霉病和蛙粪霉病等具體病名稱呼。

## 症狀

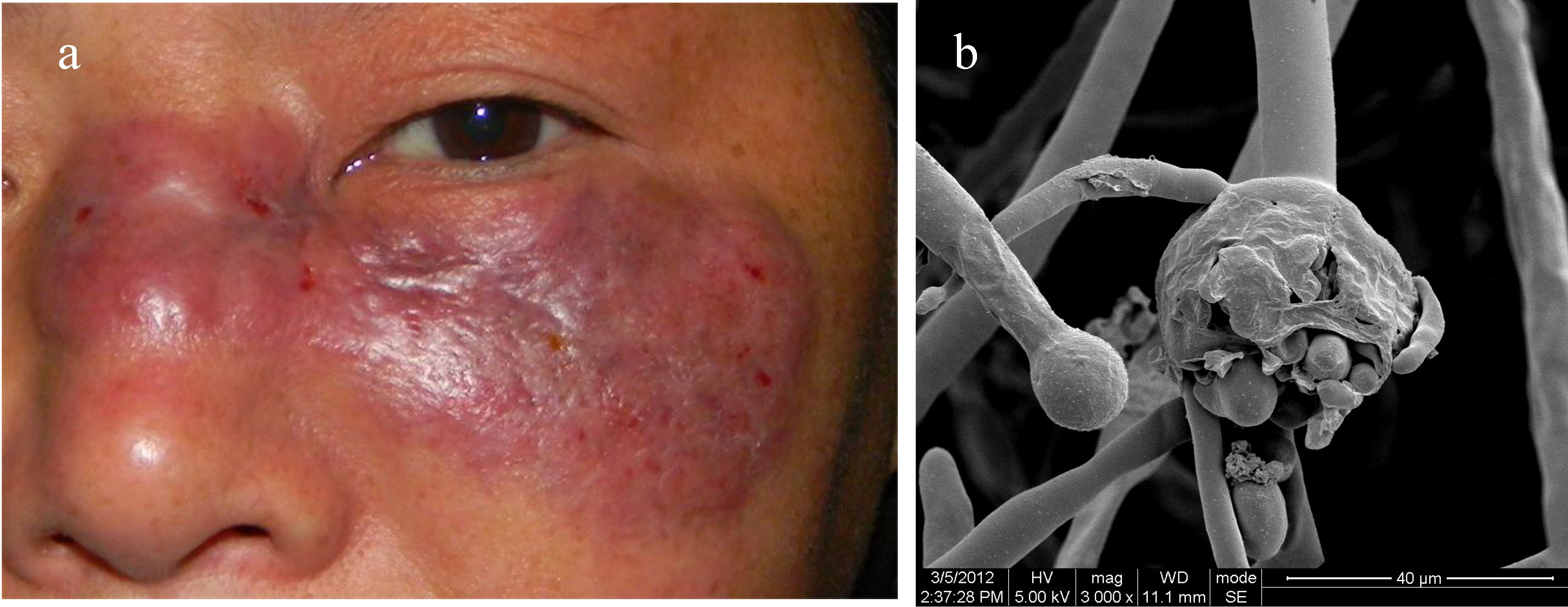
一名感染毛霉菌病的男子臉部出現紅腫的病徵，右方為其皮膚樣本在電子顯微鏡下發現毛霉菌的孢子囊

毛霉菌多感染鼻竇、腦部與肺部等部位，還可感染消化道、皮膚以及其他器官。病原進入血管後可能導致血栓，造成周圍組織因缺血而壞死，若侵染腦部與臉面則會造成單側頭痛、發燒、臉面疼痛、鼻腔阻塞並出現黑色黏液、鼻竇炎以及結膜水腫等症狀。感染初期被侵染的部位表面外觀正常，隨後迅速轉為紅腫甚至因壞死而呈黑色；感染肺部者則會造成呼吸困難、持續咳嗽、咳血、腹痛、噁心與嘔吐等症狀。

## 治療
愛滋病、糖尿病、淋巴瘤等癌症、肝硬化與腎功能衰竭病患、接受器官移植者以及長期使用皮質類固醇者被毛霉菌感染的風險較高。兩性黴素B為治療此感染的第一線藥物，另外艾沙康唑也可用於治療此症。藥物治療一段時間後還需開刀移除被感染的組織，另外高壓氧治療因可能促進嗜中性球的活性而作為此病的輔助療法。此病的癒後情況一般不佳。

## 预后
本病往往进展迅速，并且对于大约一半的鼻窦型病例、三分之二的肺部型病例和几乎所有广泛型病例致命。皮肤受累的死亡率最低，但也约为15%。

## 流行病學
毛霉菌的感染相當罕見。2008年美國的一家醫院曾爆發毛霉菌病的院內感染，於2014年才被媒體披露 。2011年密蘇里州受喬普林龍捲風侵襲後當地爆發毛霉菌病的疫情，有十數人被感染，其中5人死亡。
2020年COVID-19疫情期間，印度多個城市爆發毛霉菌病感染，2021年印度各地又爆發數起感染，可能與COVID-19重症病患接受類固醇治療後免疫力降低有關。